# Scopula argyroleuca
Scopula argyroleuca là một loài bướm đêm trong họ Geometridae.